# Paramphiascella hyperborea
Paramphiascella hyperborea är en kräftdjursart som först beskrevs av Thomas Scott. Enligt Catalogue of Life ingår Paramphiascella hyperborea i släktet Paramphiascella och familjen Diosaccidae, men enligt Dyntaxa är tillhörigheten istället släktet Paramphiascella och familjen Miraciidae. Arten har ej påträffats i Sverige. Inga underarter finns listade i Catalogue of Life.